# Památník voraře v Toruni
Památník voraře v Toruni je fontána zakončená sochou voraře hrajícího na housle. Nachází se v Toruni v Kujavsko-pomořském vojvodství ve staroměstském komplexu, v západní časti Staroměstského náměstí, mezí Staroměstskou radnicí a kostelem svatého Ducha.

## Historie
Autorem sochy je německý sochař Georg Wolf (1858–1930), který později žil v Berlíně. Památník byl založen měšťany a oficiálně odhalen 18. června 1914 na nádvoří radnice. Památník stál na svém původním místě až do roku 1943, kdy byl během okupačního období rozebrán. Po válce byl vorař umístěn na několika místech. Nejdříve byl součástí fontány před Collegium Minus (populární „Harmonika“), potom stál před budovou radnice a v roce 1954 se dostal do alpské zahrady – parku vytvořeného v bezprostřední blízkosti Šikmé věže a zbytků obranného systému Starotoruňské brány. V roce 1983 se monumentální fontána vrátila téměř na původní místo. Byla umístěna na západní straně Staroměstského náměstí – víceméně na místě pomníku císaře Viléma I., odvezeného v roce 1919.

## Popis
Na podstavci z pískovce je umístěna bronzová postava. Celek je obklopen studní z pískovce, na níž je osazeno osm žab. Z úst těchto žab vytéká voda.

## Pověst o voraři
Památník představuje voraře, který se jmenoval Iwo, a je známý z městské pověsti. Toruň byla důležitým bodem na voroplavbě po Visle do Gdaňsku, a oblíbeným místem odpočinku pro voraře. Příkladem jejich přítomnosti v Toruni mohou být hodiny, nazývané „vorařské“, umístěné na věži katedrály sv. Janů, které jsou otočené k řece, nikoli směrem ke centru města. Podle pověsti jednoho roku v důsledku povodně (nebo, jak říkají jiné verze příběhu, kvůli prokletí žebračky, kterou vyhnali z města) byla Toruň zasažena obrovským množstvím žab. Obojživelníci tak obtěžovali město, že starosta určil značnou částku peněz a ruku své dcery jako odměnu pro toho, kdo město žab zbaví. Podařilo se to jednomu voraři, kterého skoro nikdo neznal, a jmenoval se Iwo. Žáby poslouchaly jeho hru na housle, shromáždily se kolem něj a pak za ním odešly přes Chelmskou bránu do současné čtvrti Mokre. Tam vorař přestal hrát a žáby zůstaly v mokřadech.

## Socha voraře v kultuře
- Postava sochy voraře je charakteristickým znakem každoročního festivalu Kultury baltských států Probaltica.
- Zlaté, stříbrné a bronzové žáby rozdávané během festivalu Camerimage jsou replikami těch ze sochy voraře. Prvních sedm ročníků této akce se konalo v Toruni.
- Ve flashové adventuře Where Is 2015 z roku 2014 je jednou z lokalit právě tento pomník. Autorem je polský programátor Mateusz Skutnik.

## Ceny
V konkurzu na město s nejkrásnějšími fontánami v Polsku Toruň získala 2609 hlasů. Tuto soutěž uspořádal v roce 2016 internetový Portal Komunalny (Komunální portál).

## Galerie

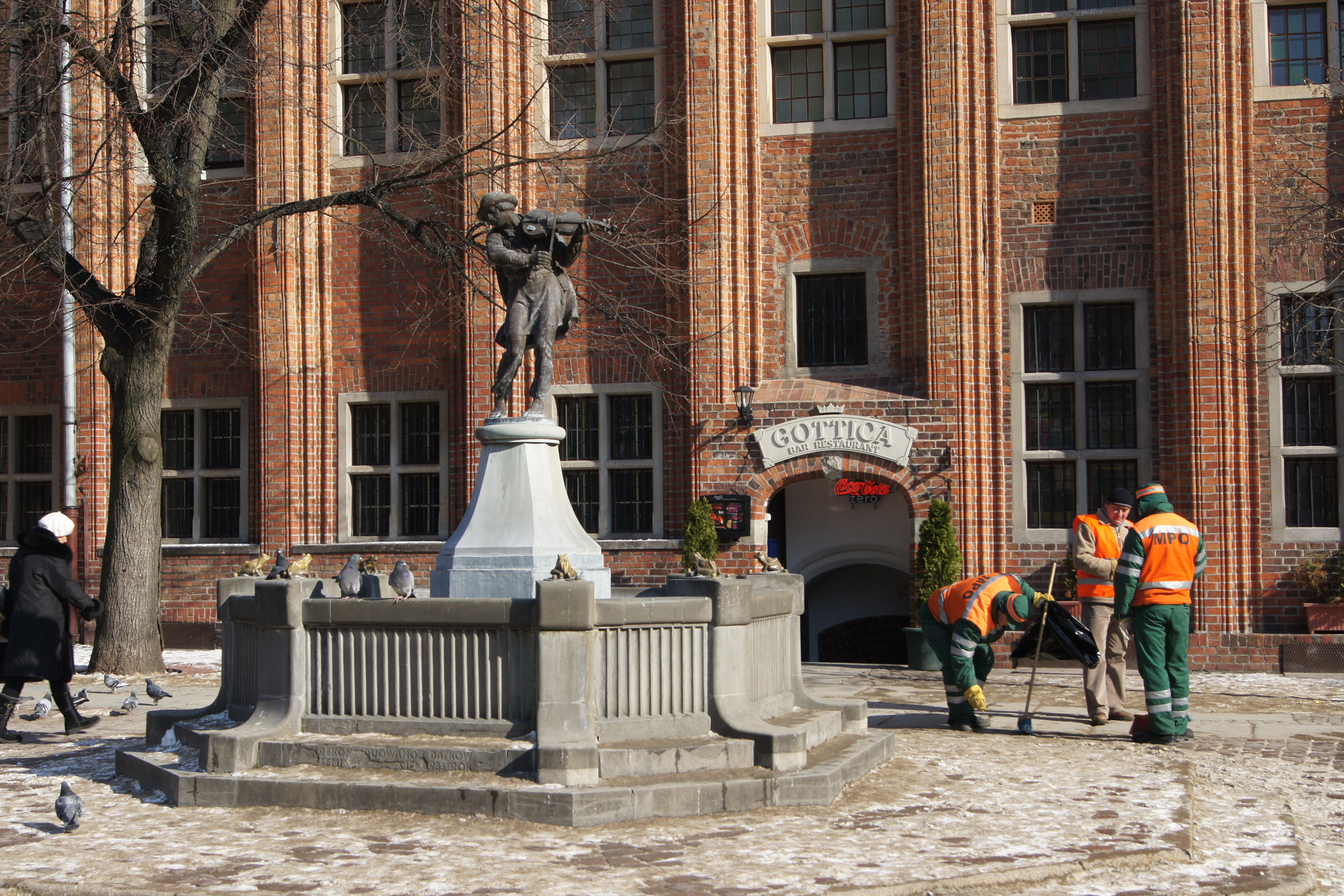
Jaro
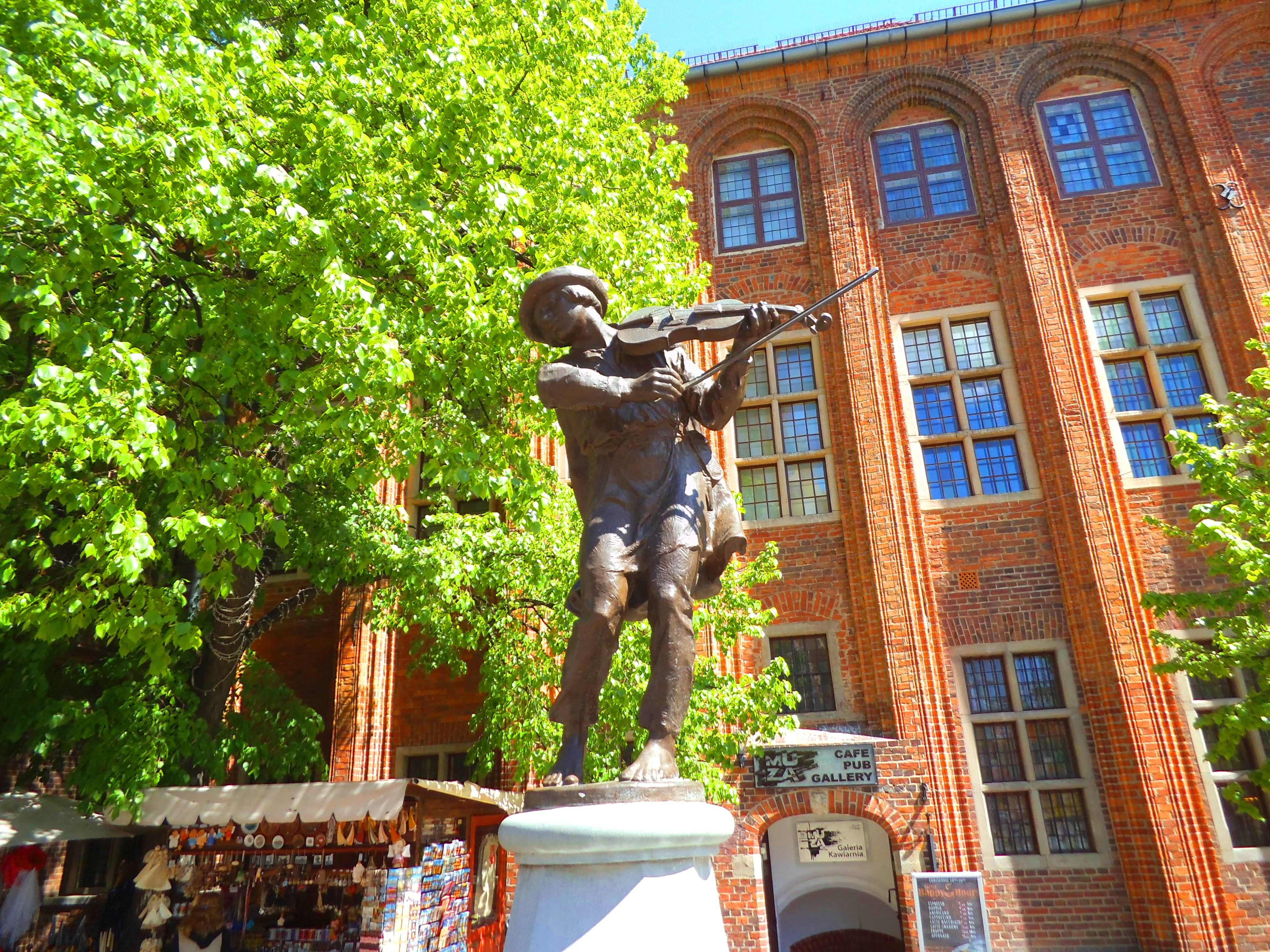
Léto
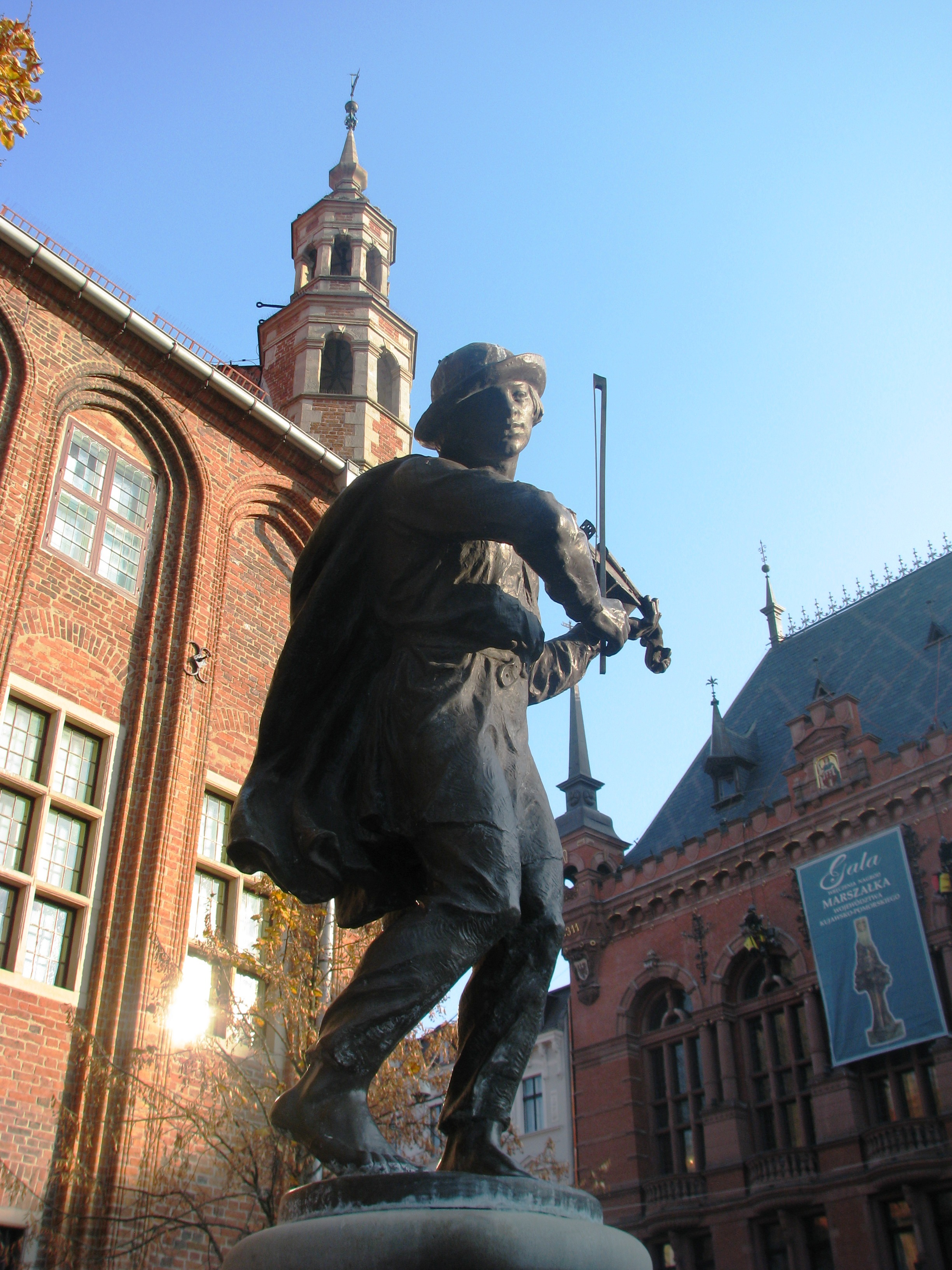
Podzim
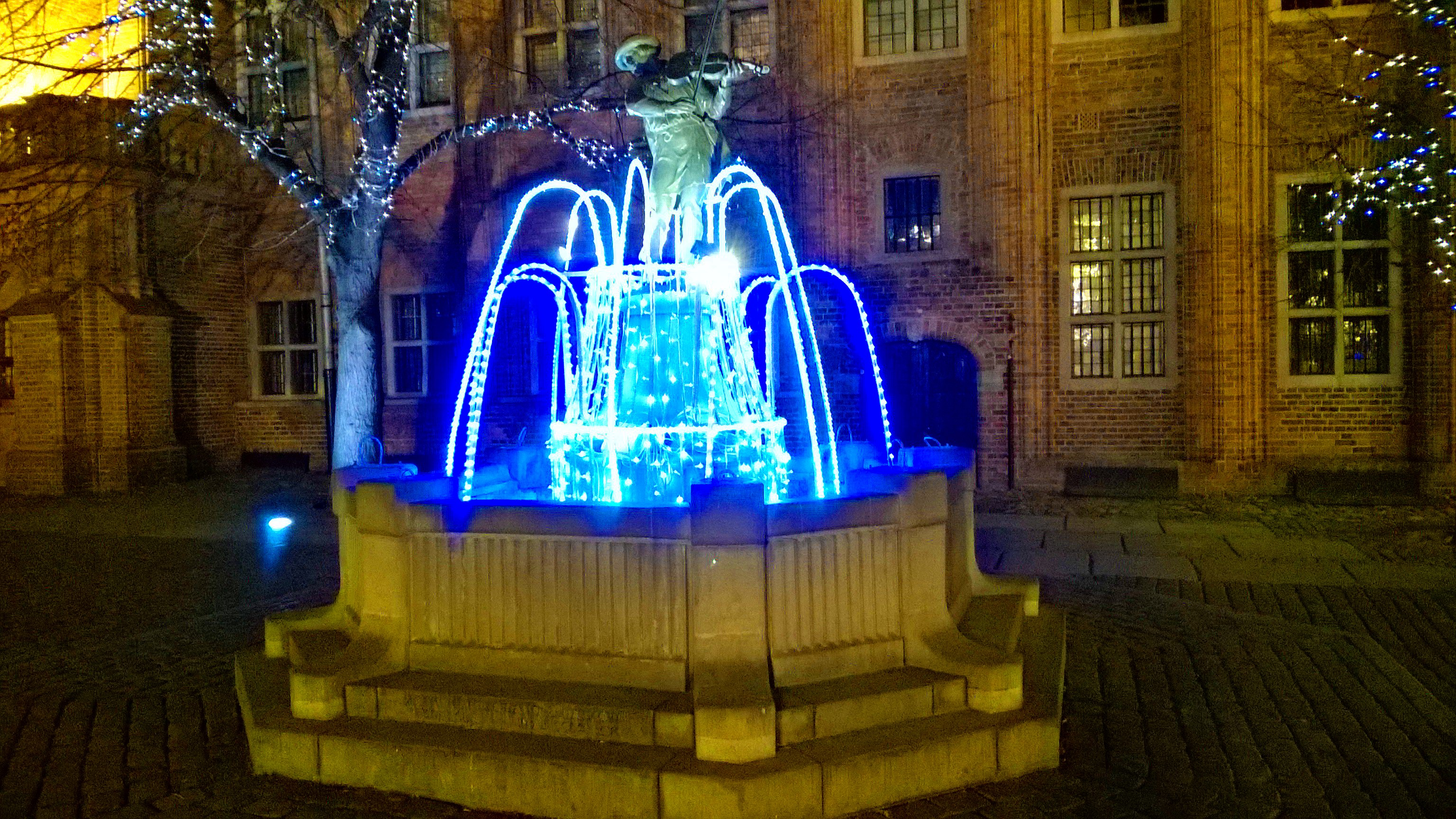
Zima